# Mad-Jarova
 (octobre 2013).
Si vous disposez d'ouvrages ou d'articles de référence ou si vous connaissez des sites web de qualité traitant du thème abordé ici, merci de compléter l'article en donnant les références utiles à sa vérifiabilité et en les liant à la section « Notes et références ».
Mad-Jarova, pseudonyme d'Antoinette Madjarov, née le 16 février 1937 à Sofia (Bulgarie), est une artiste peintre, sculptrice et écrivaine française d'origine bulgare
Elle a consacré sa vie à l’art, la science et la philosophie.

## Biographie

### Enfance et famille
Mad-Jarova est née le 16 février 1937 à Sofia, en Bulgarie, dans un milieu d’intellectuels. Son père Dontcho Madjarov était l'un des éditeurs les plus importants dans le pays. Elle reçoit la vocation d’artiste dès l’âge de quatre ans pour consacrer sa vie à la peinture et à la sculpture.
Petite fille, elle subit la guerre et la misère du régime communiste[réf. souhaitée]. Son père étant considéré comme ancien bourgeois, sans travail, la famille est dans la misère. Dès l’âge de 13 ans, Mad-Jarova travaille, parallèlement à ses études qu’elle réussit brillamment. À l’école des beaux-arts, elle est exclue du Komsomol à cause de ses origines, de sa forte personnalité et de ses idées originales qui ne correspondent pas au standard de la jeunesse communiste. Malgré cela, elle gagne le concours pour entrer à l’Académie des beaux-arts en 1957 qu’elle termine avec succès. Par la suite, elle travaille comme professeur pendant deux ans et c'est avec beaucoup de difficultés qu'elle réussit en 1966 à quitter la Bulgarie et traverser le rideau de fer, toute seule, sans argent et sans connaître personne pour lui venir en aide. En passant par Vienne en Autriche, elle se rend à Paris.

### Première exposition en 1970
Après beaucoup de péripéties, elle expose au Salon des artistes français et au Salon des indépendants. Sa première exposition personnelle à Paris en 1970 à la galerie Henquez connaît un grand succès.
Cette exposition est suivie par une activité constante à travers des expositions à Paris et en province, dans plusieurs galeries et châteaux, ainsi qu'à l'étranger : The Breakers Palm Beach en Floride (États-Unis), Palffy Palais à Vienne (Autriche), Enfac à Turin (Italie), Galerie Forum International à Rome (Italie), Kunsthuis Van Het Oosten à Enschede (Hollande), French Gallery à Boston (États-Unis), galerie Paris-Moscou à Sofia (Bulgarie).
Elle est invitée pour la France au festival de la route de la soie en Chine et invitée spéciale à Réalité secrète au Japon.

### Récompenses et distinctions
Elle reçoit de nombreux prix[réf. souhaitée].
Mad-Jarova est membre du Cercle des artistes européens et académicienne de la Mondial Art Académie.
Elle est diplômée de l’Académie des beaux-arts[Laquelle ?] et académicienne de l’Accademia Internazionale Greci Marino Accademia del Verbano.

### Création de l'institut Mad-Jarova pour les arts, la science et la philosophie en 2010
Cette association, à but non lucratif, a pour but de promouvoir son œuvre dans les domaines de la peinture, de la sculpture, de la science et de la philosophie.

### Manifeste du supraréalisme en 2017
En 2017, Mad-Jarova dépose le Manifeste du supraréalisme à la SCAM et devient la Fondatrice d’un nouveau courant de pensée qui concerne les arts visuels, la musique, la littérature, le cinéma, la science et la philosophie. Selon ce manifeste, le supraréalisme est : « réalisme, sens et espace intérieur conscient ». Par rapport au surréalisme qui exprime la sur-réalité inconsciente, le supraréalisme est la supra-réalité consciente. La rencontre du réel et de l'invisible est la première particularité du supraréalisme,.[pas clair]

## Expositions
- 1970 : galerie Henquez Saint Joigny (Paris)[7].
- 1971 : galerie Saint Placide (Paris) ; prix de la Critique 1971[8].
- 1972 : galerie Marcel Bernheim (Paris)[9].
- 1973 : The Breakers Palm Beach (Florida - USA) ; Atelier Honfleur (Honfleur) ; médaille d'or de l'Académie de Lutèce 1973.
- 1974 : galerie Weil (Paris) ; galerie Rauscher (Strasbourg) ; prix Girga 1974[10].
- 1975 : Cercle international de droit (Paris) ; galerie Saint-Martin (Brest) ; galerie Rauscher (Strasbourg) ; premier grand prix d’Europe 1975. Diplôma di Benemerenza, Forum international de Rome[11].
- 1976 : Cercle international de Droit (Paris) ; galerie Saint-Martin (Brest) ; médaille d'or du Mérite et Dévouement français[12].
- 1977 : Cercle international de droit (Paris) ; galerie Saint-Martin (Brest) ; Pallfy Palais à Vienne (Autriche) ; coupe de l’Académie de Lutèce[13].
- 1978 : galerie du Cercle (Paris) ; galerie Saint-Martin (Brest) ; docteur honoris causa de l’Académie culturelle de France[14].
- 1979 : club international de droit (Paris) ; galerie de Savigny (Savigny) ; galerie Candelot (Angers) ; galerie Saint Martin (Brest) ; Galerie du Beffroi (Tours) ; Rosette d’honneur de l’Encouragement Public[15].
- 1980 : galerie Arc-en-ciel (Paris) ; galerie Rivages (Douai) ; galerie  Chéné-Rome (Angers ) ; Salons Ricard (Paris) ; Enfac à Turin (Italie), galerie Forum International à Rome (Italie) ; médaille d'argent Arts-Sciences-Lettres[16].
- 1981 : galerie Syrinx (Paris) ; Salons Ricard (Paris) ; galerie Rivages (Douai) ; château d’Artigny (Montbazon) ; membre de l’Académie européenne des arts[17].
- 1982 : galerie Rivages (Douai) ; Salons Ricard (Paris) ; galerie de l’Archevêché (Rouen), palette d'or des beaux-arts de la Fédération internationale du Commerce, de l’Industrie et de l’Économie.
- 1983 : musée Guimet (Paris) ; galerie de Sèvres (Paris) ; galerie Évasion par l'art (Brétigny) ; galerie de Sèvres (Paris)[18].
- 1984 : galerie du Musée (Paris) ; château de Martigné-Briand, Salons Mercurin (Dreux) ; galerie du Beffroy (Tours) ;   grand prix humanitaire de France[19].
- 1985 : galerie de Sèvres (Paris), galerie Évasion (Bretigny) ; galerie Rivages (Douai) ; orangerie du parc Villeroy (Mennecy).
- 1986 : galerie de Horn, Kunsthuis Van Het Oosten à Enschede (Hollande) ; galerie de l’Octroi (Brest) ; galerie A.R.T. (Metz)[20].
- 1987 : galerie Herouet (Paris) ; palais des congrès (Strasbourg) ; château des Rohan (Saverne) ; La Cadrerie (Metz) ; château de Montigny (Perreux-Charny)[21].
- 1988 : château Siran (Labarde-Margaux) ; Centre culturel (Dourdan) ; Maison de la culture (Marly) ; galerie Akhenaton (Troyes) ; galerie Janus (Brest) ; château de Fontaine-Henri (Thaon)[22].
- 1989 : château d’Amboise (Amboise) ; caves Sainte-Croix (Metz)[23].
- 1990 : Espace Delpha (Paris).
- 1991 : galerie Alma-George V (Paris) ; caves Sainte-Croix (Metz)[24].
- 1992 : galerie du Comptoir rouennais (Rouen) ; galerie du Vert Galant (Paris).
- 1993 : galerie de Roubaix (Roubaix)[25].
- 1994 : caves Sainte-Croix (Metz) ; galerie du Vert Galant (Paris)[26].
- 1995 : galerie du Comptoir rouennais (Rouen)[27].
- 1996 : French Gallery à Boston (USA)[28].
- 1997 : musée du Gemail à Lourdes.
- 1998 : Maison de la culture (Dourdan) ; musée municipal de Bourbonne-les-Bains[29].
- 1999 : galerie Thermale (Contrexéville)[30].
- 2000 : galerie Remps’Arts (Langres), galerie Rouennaise (Rouen)[31].
- 2001 : galerie du Vert Galant (Paris) ; parution du livre Voyage au-delà de l’Infini. Mad-Jarova et son univers, Éditions Opéra[32].
- 2003 : galerie d’Art (Rouen)[33].
- 2004 : prix Renaissance des arts 2004[34].
- 2005 : création du film sur DVD Voyage au-delà de l’infini ; exposition au Carré à la farine (Versailles). Espace culturel bulgare (Paris)[35].
- 2007 : exposition au Carré à la farine (Versailles)[36].
- 2008 : exposition au Carré à la farine (Versailles)[37].
- 2009 : château Pompadour (Pompadour).
- 2010 : exposition au Carré à la farine (Versailles)[38].
- 2011 : galerie Marc Laurenti, Salon international d'art contemporain (Monaco) ; musée de Montparnasse (Paris)[39].
- 2012 : exposition au Carré à la farine (Versailles), exposition « Espace Faubourg », rue du faubourg Saint-Honoré à Paris[40].
- 2013 : exposition à Sofia (Bulgarie) à la galerie Paris-Moscou[41].
- 2014 : Art Actuel, Paris[42], du 17 décembre 2013 au 15 février 2014, Maison de l'UNESCO, 7, place de Fontenoy Paris, du 7 au 21 mars 2014[43].  Invitée pour représenter la France au Festival ''La Route de la Soie" (Chine)[44]
- 2016 : invitée de prestige au festival Chimeria à Sedan[45].
- 2017 : invitée spéciale à l'exposition « Réalité secrète » de l'Espace Peugeot au 62, avenue de la Grande Armée à Paris.  Conférence sur le supraréalisme.
- 2018 : signature à l'Espace Wallonie à Bruxelles du 4 mai au 28 juin. Conférence sur le supraréalisme.

## Publications
- Voyage au-delà de l'Infini, Éditions Opéra, 2001.
- Face à l'éternité, Éditions Bénévent, 2010.

### Filmographie
Mad-Jarova réalise un film de fiction documentaire, Voyage au-delà de l’infini, en 2005, avec des effets spéciaux et des images en 3D. Plusieurs centaines de reproductions de ses œuvres prennent vie dans une ambiance fantastique.
En 2012, création du DVD Face à l’éternité avec morphing en 2012.